# Henri Ruellan
Cet article court présente un sujet plus développé dans : Frères Ruellan.
Henri Marie Anne Ruellan, né le 17 octobre 1892, brigadier au 7e régiment d'artillerie, mort pour la France le 27 février 1916  près de Vauquois dans la Meuse, est l'un des frères Ruellan. 
Cette fratrie, originaire de Saint-Malo, a payé un lourd tribut lors de la Première Guerre mondiale.